# سیکورسکی اچ‌اچ-۵۲ سیگارد
سیکورسکی اچ‌اچ-۵۲ سیگارد (به انگلیسی: Sikorsky HH-52 Seaguard) یک بالگرد ساختِ کارخانهٔ سیکورسکی در کشور ایالات متحده آمریکا است. نخستین استفاده‌کنندهٔ این بالگرد نگهبان ساحلی ایالات متحده آمریکا بوده‌است. این بالگرد برای نخستین بار در ۱۹۵۹ میلادی مورد استفاده قرار گرفت.